# Louis de Ligne
Louis Eugene Marie Lamoral, principe de Ligne, di solito noto come Louis de Ligne (Bruxelles, 7 maggio 1766 – Bruxelles, 10 maggio 1813), è stato un militare belga.

## Biografia
Secondo figlio maschio, sopravvissuto sino all'età adulta, del principe Charles Joseph de Ligne, feldmaresciallo dell'Imperatore Giuseppe II e di Marie Françoise Xavière, principessa di Lichtenstein.  

Entrato giovane nel reggimento francese dei Dragoni della Regina, ad appena 25 anni venne promosso colonnello.  Nel 1789 offrì i propri servigi al Comitato di Breda, conducendo una colonna di rivoltosi all'assalto di Gand, ma fuggì ai primi scontri di fronte alla Porta di Bruges.  La fuga non gli fece onore, poiché la colonna ribelle, nonostante la fuga sua e di molti ufficiali, prese lo stesso la città.  Di modo che egli non dovette trovare grande accoglienza in quel di Breda, cosicché dovette trovare più conveniente rientrare precipitosamente, attraverso le Province Unite ed il territorio di Liegi, in Francia, a Valenciennes.  Lì, la madre ottenne per lui il reintegro nel suo reggimento francese.  

Con ciò stesso, però, mise in grave imbarazzo padre ed il fratello maggiore Charles Antoine, allora impegnati, al servizio dell'Imperatore, alla guerra contro i Turchi.
Nel 1792, con il radicalizzarsi della Rivoluzione francese, abbandonò il servizio in quell'esercito ed accettò di essere arruolato come semplice cadetto nell'esercito imperiale, naturalmente nel Reggimento de Ligne, del quale era proprietario il padre.  Seguì il reparto in diverse campagne e, due anni dopo l'arruolamento, passò a maggiore con il comando della divisione dei granatieri del medesimo reggimento. 

Nel frattempo i Paesi Bassi austriaci vennero conquistati dai Francesi del Dumouriez a Jemappes e persi a Neerwinden; poi ripresi da quelli del Jourdan a Fleurus; infine ceduti dall'Imperatore, in cambio di Venezia, al Trattato di Campo Formio del 1797.
Al contrario del padre, l'ormai non più giovane principe Louis non volle prolungare la propria adesione alla causa imperiale oltre l'insuccesso della Seconda coalizione. Cosicché, nel 1802, prese congedo col grado di maggiore e rientrò a Bruxelles nel 1802. Qui sposò, il 27 aprile 1803, la contessa Louise van der Noot de Duras, figlia unica di un conte, già membro degli Stati del Brabante. Il 24 gennaio 1804 nacque l'unico figlio, Eugène Lamoral, che ereditò l'assai prestigioso titolo di prince de Ligne e fece una gran carriera nelle istituzioni del Regno del Belgio, nato dalla Rivoluzione belga del 1830, come ministro, ambasciatore a Parigi e Presidente del Senato.  Come si vede, a distanza di oltre 40 anni, la scelta patriottica di aderire al Comitato di Breda, compiuta dal padre Louis nel lontano 1789, finalmente, ebbe i desiderati effetti.

## Ascendenza
|                                                    |                                   |                                                      | Genitori                                         |  |  | Nonni |  |  | Bisnonni                    |  |  | Trisnonni                 |  |
|                                                    |                                   |                                                      |                                                  |  |  |       |  |  | Henri Louis Ernest di Ligne |  |  | Claude Lamoral I di Ligne |  |
|                                                    |                                   |                                                      |                                                  |  |  |       |  |  | Henri Louis Ernest di Ligne |  |  | Claude Lamoral I di Ligne |  |
|                                                    |                                   | Clara Maria zu Nassau-Siegen                         |                                                  |  |  |       |  |  | Henri Louis Ernest di Ligne |  |  |                           |  |
| Claude Lamoral II di Ligne                         |                                   |                                                      |                                                  |  |  |       |  |  | Henri Louis Ernest di Ligne |  |  |                           |  |
|                                                    |                                   | Juana Monica Folch de Cardona de Aragon y Benavides  | Luis Ramón Folch de Cardona de Aragon            |  |  |       |  |  |                             |  |  |                           |  |
|                                                    |                                   | Juana Monica Folch de Cardona de Aragon y Benavides  | Luis Ramón Folch de Cardona de Aragon            |  |  |       |  |  |                             |  |  |                           |  |
|                                                    |                                   | Juana Monica Folch de Cardona de Aragon y Benavides  | Maria Teresa de Benavides Davila y Corella       |  |  |       |  |  |                             |  |  |                           |  |
| Charles Joseph de Ligne                            |                                   | Juana Monica Folch de Cardona de Aragon y Benavides  |                                                  |  |  |       |  |  |                             |  |  |                           |  |
|                                                    |                                   | Ludwig Otto zu Salm                                  | Karl Theodor Otto zu Salm                        |  |  |       |  |  |                             |  |  |                           |  |
|                                                    |                                   | Ludwig Otto zu Salm                                  | Karl Theodor Otto zu Salm                        |  |  |       |  |  |                             |  |  |                           |  |
|                                                    |                                   | Ludwig Otto zu Salm                                  | Luise Marie von der Pfalz-Simmern                |  |  |       |  |  |                             |  |  |                           |  |
| Elisabeth Alexandrine zu Salm                      |                                   | Ludwig Otto zu Salm                                  |                                                  |  |  |       |  |  |                             |  |  |                           |  |
|                                                    |                                   | Albertine Johannette von Nassau-Hadamar              | Moritz Heinrich von Nassau-Hadamar               |  |  |       |  |  |                             |  |  |                           |  |
|                                                    |                                   | Albertine Johannette von Nassau-Hadamar              | Moritz Heinrich von Nassau-Hadamar               |  |  |       |  |  |                             |  |  |                           |  |
|                                                    |                                   | Albertine Johannette von Nassau-Hadamar              | Anna Luise von Manderscheid-Blankenheim          |  |  |       |  |  |                             |  |  |                           |  |
| Louis Eugène Marie Lamoral de Ligne                |                                   | Albertine Johannette von Nassau-Hadamar              |                                                  |  |  |       |  |  |                             |  |  |                           |  |
|                                                    | Philipp Erasmus von Liechtenstein | Hartmann III von Liechtenstein                       |                                                  |  |  |       |  |  |                             |  |  |                           |  |
|                                                    | Philipp Erasmus von Liechtenstein | Hartmann III von Liechtenstein                       |                                                  |  |  |       |  |  |                             |  |  |                           |  |
|                                                    | Philipp Erasmus von Liechtenstein | Sidonie Elisabeth zu Salm-Reifferscheidt             |                                                  |  |  |       |  |  |                             |  |  |                           |  |
| Emanuel von Liechtenstein                          | Philipp Erasmus von Liechtenstein |                                                      |                                                  |  |  |       |  |  |                             |  |  |                           |  |
|                                                    |                                   | Christina Theresia von Löwenstein-Wertheim-Rochefort | Ferdinand Karl von Löwenstein-Wertheim-Rochefort |  |  |       |  |  |                             |  |  |                           |  |
|                                                    |                                   | Christina Theresia von Löwenstein-Wertheim-Rochefort | Ferdinand Karl von Löwenstein-Wertheim-Rochefort |  |  |       |  |  |                             |  |  |                           |  |
|                                                    |                                   | Christina Theresia von Löwenstein-Wertheim-Rochefort | Anna Maria von Fürstenberg                       |  |  |       |  |  |                             |  |  |                           |  |
| Marie Franziska von Liechtenstein                  |                                   | Christina Theresia von Löwenstein-Wertheim-Rochefort |                                                  |  |  |       |  |  |                             |  |  |                           |  |
|                                                    |                                   | Karl Ludwig von Dietrichstein-Weichselstädt          | Franz Adam von Dietrichstein-Weichselstädt       |  |  |       |  |  |                             |  |  |                           |  |
|                                                    |                                   | Karl Ludwig von Dietrichstein-Weichselstädt          | Franz Adam von Dietrichstein-Weichselstädt       |  |  |       |  |  |                             |  |  |                           |  |
|                                                    |                                   | Karl Ludwig von Dietrichstein-Weichselstädt          | Maria Cäcilie Rosina von Trauttmansdorff         |  |  |       |  |  |                             |  |  |                           |  |
| Maria Anna Antónia von Dietrichstein-Weichselstädt |                                   | Karl Ludwig von Dietrichstein-Weichselstädt          |                                                  |  |  |       |  |  |                             |  |  |                           |  |
|                                                    |                                   | Maria Theresia Anna von Trauttmansdorff              | Sigmund Georg von Trauttmansdorff                |  |  |       |  |  |                             |  |  |                           |  |
|                                                    |                                   | Maria Theresia Anna von Trauttmansdorff              | Sigmund Georg von Trauttmansdorff                |  |  |       |  |  |                             |  |  |                           |  |
|                                                    |                                   | Maria Theresia Anna von Trauttmansdorff              | Renata von Wildenstein                           |  |  |       |  |  |                             |  |  |                           |  |
|                                                    |                                   | Maria Theresia Anna von Trauttmansdorff              |                                                  |  |  |       |  |  |                             |  |  |                           |  |